# Karakumosa repetek
Espèce
Karakumosa repetek est une espèce d'araignées aranéomorphes de la famille des Lycosidae.

## Distribution
Cette espèce est endémique du Turkménistan. Elle se rencontre dans la réserve de biosphère de Repetek.

## Description
La carapace du mâle holotype mesure 10,80 mm de long sur 8,00 mm et l'abdomen 9,20 mm de long sur 5,30 mm et la carapace de la femelle paratype mesure 9,20 mm de long sur 7,20 mm et l'abdomen 11,00 mm de long sur 7,30 mm.

## Étymologie
Son nom d'espèce lui a été donné en référence au lieu de sa découverte, la réserve de biosphère de Repetek.

## Publication originale
- Logunov & Ponomarev, 2020 : « Karakumosa gen. nov., a new Central Asian genus of fossorial wolf spiders (Araneae: Lycosidae: Lycosinae). » Revue Suisse de Zoologie, vol. 127, no 2, p. 275-313.